# Papilio zagreus
Papilio zagreus är en fjärilsart som beskrevs av Doubleday 1847. Papilio zagreus ingår i släktet Papilio och familjen riddarfjärilar. Inga underarter finns listade i Catalogue of Life.

## Bildgalleri

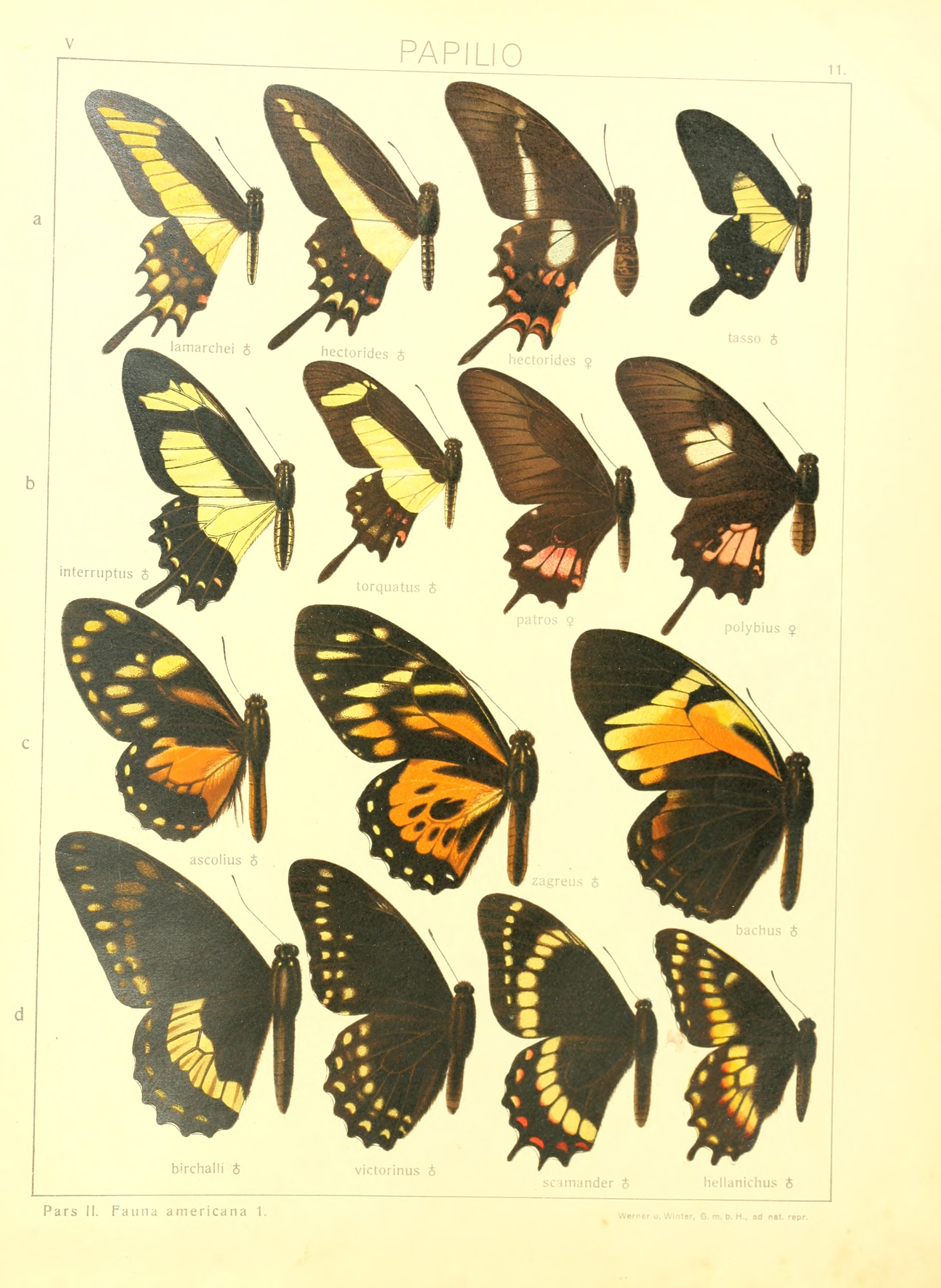
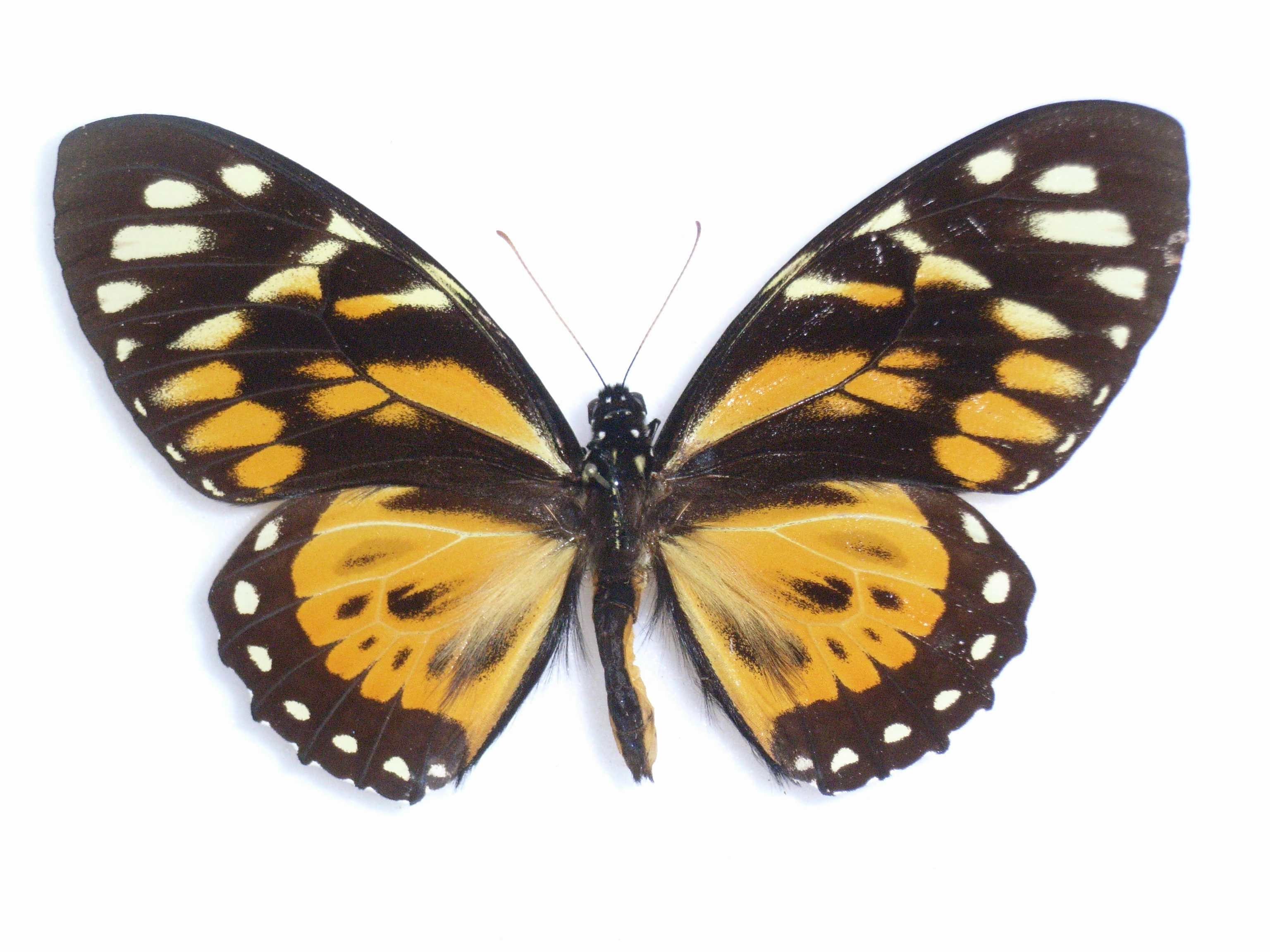